# Maria Weiss (Sängerin)

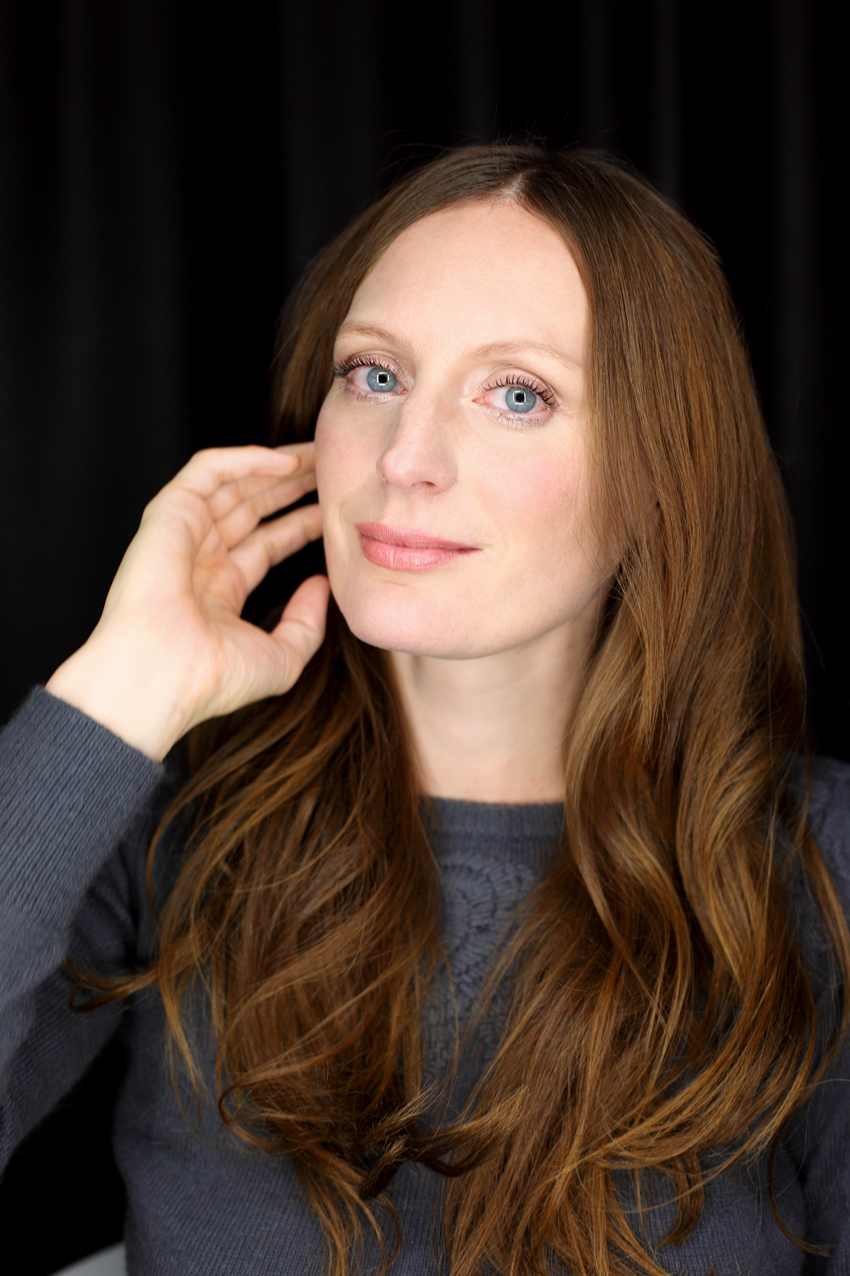
Maria Weiss
(2012)

Maria Weiss (* in Kärnten) ist eine österreichische Schauspielerin und Opernsängerin (Mezzosopran) mit dem Schwerpunkt Barockmusik, Alte Musik und Spanisches Lied.

## Werdegang
Mit ihrer musikalischen Ausbildung begann Weiss bereits im Alter von fünf Jahren und entdeckte bald ihre Vorliebe für die Musik vor 1750. Sie sang ab dem dreizehnten Lebensjahr in verschiedenen Vokalensembles und absolvierte ihre ersten Soloauftritte mit Werken von Heinrich Schütz und Johann Sebastian Bach.
Sie studierte an der Sorbonne in Paris, wo sie nach einem Semester in Kulturgeschichte diplomierte (Diplôme de langue et civilisation françaises). Es folgte ein Gesangsstudium am Conservatorio di Musica Luigi Cherubini in Florenz, das sie 2003 an der Universität für Musik und darstellende Kunst Graz abschloss. Ihre Gesangslehrerin dort war die österreichische Kammersängerin Joanna Borowska-Isser, ehemals Mitglied der Wiener Staatsoper.
Sie absolvierte ein Schauspielstudium am Lee Strasberg Theatre and Film Institute in New York, setzte in Barcelona mit Jorge Sirena ihre Gesangsausbildung fort und besuchte Meisterkurse und Coachings bei bekannten Künstlerinnen, wie etwa Teresa Berganza, Angelika Kirchschlager oder Glenys Linos. Sie erhielt zahlreiche Stipendien und Auszeichnungen von renommierten Institutionen, wie dem Teatro Real in Madrid, der Saint Louis University und der Universität Santiago de Compostela, die es ihr ermöglichten, sich ein umfangreiches Repertoire zu erarbeiten. Weiss hat sich unter Anleitung von Teresa Berganza und Isabel Aragón auf lateinamerikanisches und spanisches Lied spezialisiert und hat Vokalwerke von Manuel de Falla, Enrique Granados, Jesus Guridi, Jaime León, Xavier Montsalvatge, Joaquín Rodrigo, und Heitor Villa-Lobos in ihrem Repertoire.
Engagements führten Maria Weiss zu verschiedenen Festivals im In- und Ausland, wie etwa zu den Wiener Festwochen, zum Festival Trigonale – Festival der Alten Musik, zum Feldkirchfestival, zu den Donaufestwochen im Strudengau, zur Kammeroper Graz oder zum „BOV Opera Festival“ am Teatru Manoel in Valletta (Malta) und sie absolvierte Auftritte im Wiener Konzerthaus, im Opernhaus Graz, im Festspielhaus Bregenz, im Kulturhaus Dornbirn, im Konzerthaus Klagenfurt oder im Ateneu Barcelonès in Spanien.
Maria Weiss ist Gründerin und Leiterin des Projektes „favola in musica. alte neue musik“, für das Wolfgang Mitterer zwei Auftragswerke komponiert hat. Weiss spricht mehrere Sprachen und lebt in Kärnten und Wien.

## Repertoire (Auswahl)

### Konzert, Oratorium
- Stabat Mater von Joseph Haydn, (Hob. XX a: 1)
- zahlreiche Kantaten von Johann Sebastian Bach (BWV 6, 7, 30, 31, 34a, 37, 43, 47, 54, 64, 74, 79 etc.)

### Oper
- Gismonda in „Ottone, re di Germania“, (HWV 15), von Georg Friedrich Händel[Anm. 1]
- Sesto in „Giulio Cesare“, (HWV 17), von Georg Friedrich Händel
- Ruggiero in „Alcina“, (HWV 34), von Georg Friedrich Händel
- Megacle in „L’olimpiade“ in der Vertonung von Antonio Vivaldi, (RV 725)
- Aurora in „L’oracolo del fato“ von Francesco Gasparini[Anm. 1]
- Júpiter in „El imposible mayor en amor, le vence amor“ von Sebastián Durón
- Palante in „La guerra de los gigantes“ von Sebastián Durón
- Cavaliere Ramiro in „La finta giardiniera“, (KV 196) von Wolfgang Amadeus Mozart
- Baiana in „Pedro Malasarte“ von Mozart Camargo Guarnieri
- La Périchole in „La Périchole“ von Jacques Offenbach

## Diskografie
- 2006: Sopran in „Volcano Allegre“, Mozartband (Label - Lawine (Sony Music))
- 2011: Palante in „La Guerra de los Gigantes“ von Sebastián Durón, CD (Label - Panclassics)[4]
- 2015: Solo-CD, „Favola in Musica. Alte neue Musik“ - Werke von u. a. Monteverdi, Händel, Purcell, Caldara und Wolfgang Mitterer (Label - 1607 Records)

## Filmografie
Maria Weiss hat in mehreren Kurz- und Spielfilmen in Haupt- und Nebenrollen sowie in Werbespots im Fernsehen mitgewirkt.

## Auszeichnungen
- 2015: Ö1 Pasticcio-Preis für das Solo-Debüt Album „favola in musica. early new music“[5]
- 2015: „CD des Tages“ von Radio klassik Stephansdom für die Solo-CD „Favola in Musica. Alte neue Musik“